# Курлаевская
Курлаевская — деревня в Плесецком районе Архангельской области. Входит в состав Североонежского городского поселения.

## География
Деревня расположена в нескольких километрах от Североонежска.
Часовой пояс
Деревня Курлаевская, как и вся Архангельская область, находится в часовой зоне МСК (московское время). Смещение применяемого времени относительно UTC составляет +3:00.

## Население
| 2002 | 2010 | 2012 |
| ---- | ---- | ---- |
| 0    | ↗2   | ↘0   |